# Howard Beach
Howard Beach is een wijk in het zuidwesten van Queens, New York in de Verenigde Staten. Het gebied bestond oorspronkelijk uit kleine visserdorpen. In 1897 werd het ontwikkeld door William J. Howard. De wijk kenmerkt zich door laagbouw, en heeft een grote concentratie van Italiaanse Amerikanen. Het wordt bestuurd door de Queens Community Board 10.

## Geschiedenis
Howard was een moerasachtig gebied waar zich in de 18e eeuw kleine vissersdorpjes als Hawtree Creek en Ramblersville bevonden. In 1880 werd door de New York, Woodhaven and Rockaway Railroad een spoorlijn aagelegd naar Jamaica Bay.
William J. Howard was een handschoenenfabrikant die een geitenboerderij in het gebied had voor het leer van zijn handschoenen. In 1897 kocht Howard 13 hectare grond waar woningen en een hotel op werden gebouwd. Het hotel werd in 1907 door brand verwoest. In 1909 stichtte hij de Howard Estates Development Company die een gebied van 200 hectare geschikt maakte voor woningbouw. In 1916 werd de naam van de wijk officieel vastgesteld als Howard Beach.
In 1905 werd door de Long Island Rail Road het station Ramblersville geopend. In 1956 werd de spoorlijn herbouwd tot de metrolijn Rockaway Line. In 2004 werd de AirTrain JFK, een verbinding met John F. Kennedy International Airport, geopend en werd de naam gewijzigd in Howard Beach-JFK Airport. De AirTrain verbindt het vliegveld met de metro van New York.
Howard Beach ontwikkelde zich tot een Italiaanse woonwijk. Er is geen hoogbouw in de wijk en de woningen zijn voorstedelijk. Howard Beach werd beschouwd als een gesegregeerde wijk. In 1986 werden drie Afro-Amerikanen die een pizzeria hadden bezocht aangevallen waarbij Michael Griffith werd gedood. In 2005 vond een groot gevecht plaats tussen de blanke jeugd van Howard Beach en een groep Afro-Amerikanen en Hispanics. In 2012 werd Howard Beach zwaar getroffen door orkaan Sandy.

## Demografie
De wijken Howard Beach en Lindenwood vormen samen één censusgebied. In 2020 telden de wijken 27.320 inwoners. 62,7% van de bevolking is blank; 5,8% is Aziatisch; 3,1% is Afro-Amerikaans en 25,1% is Hispanic ongeacht ras of etnische groepering. In 2019 was het gemiddelde gezinsinkomen US$105.660, en ligt fors boven het gemiddelde van de stad New York ($72.108).

## Bekende inwoners
- John Gotti (1940-2002), baas van de Gambino maffiafamilie[8]
- Joseph Massino (1943), baas van de Bonanno maffiafamilie[8]
- Joey Ramone (1951-2001), zanger van The Ramones[12]

## Foto's

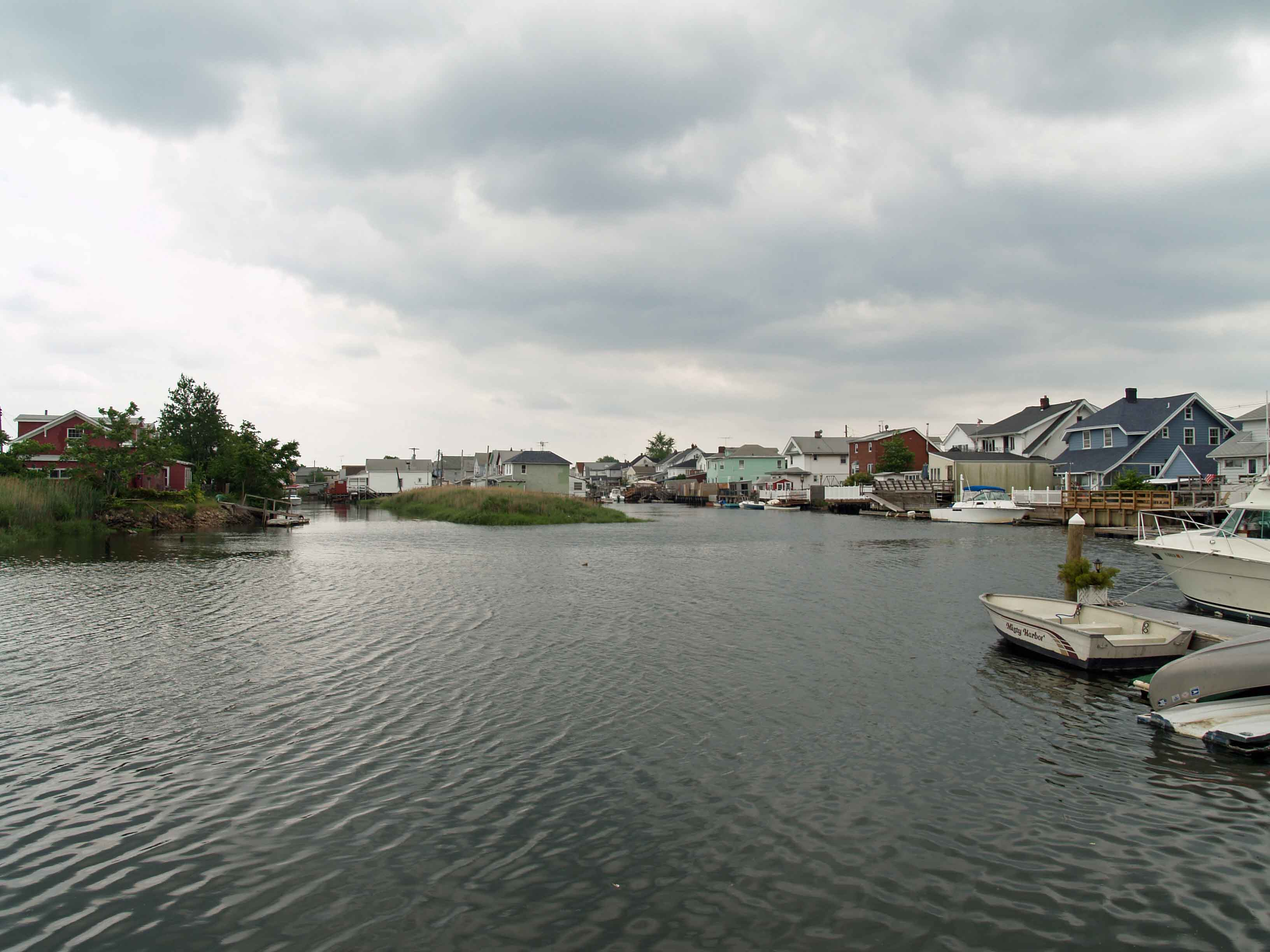
Howard Beach aan de Hawtree Creek
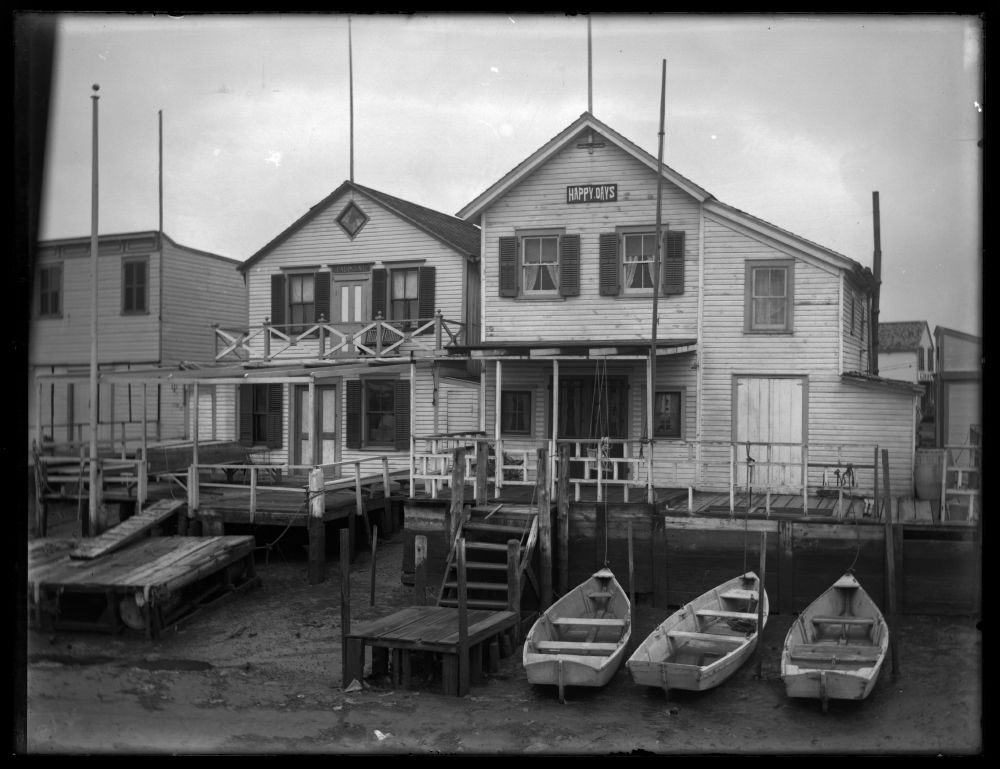
Het dorpje Ramblersville (ca. 1900)
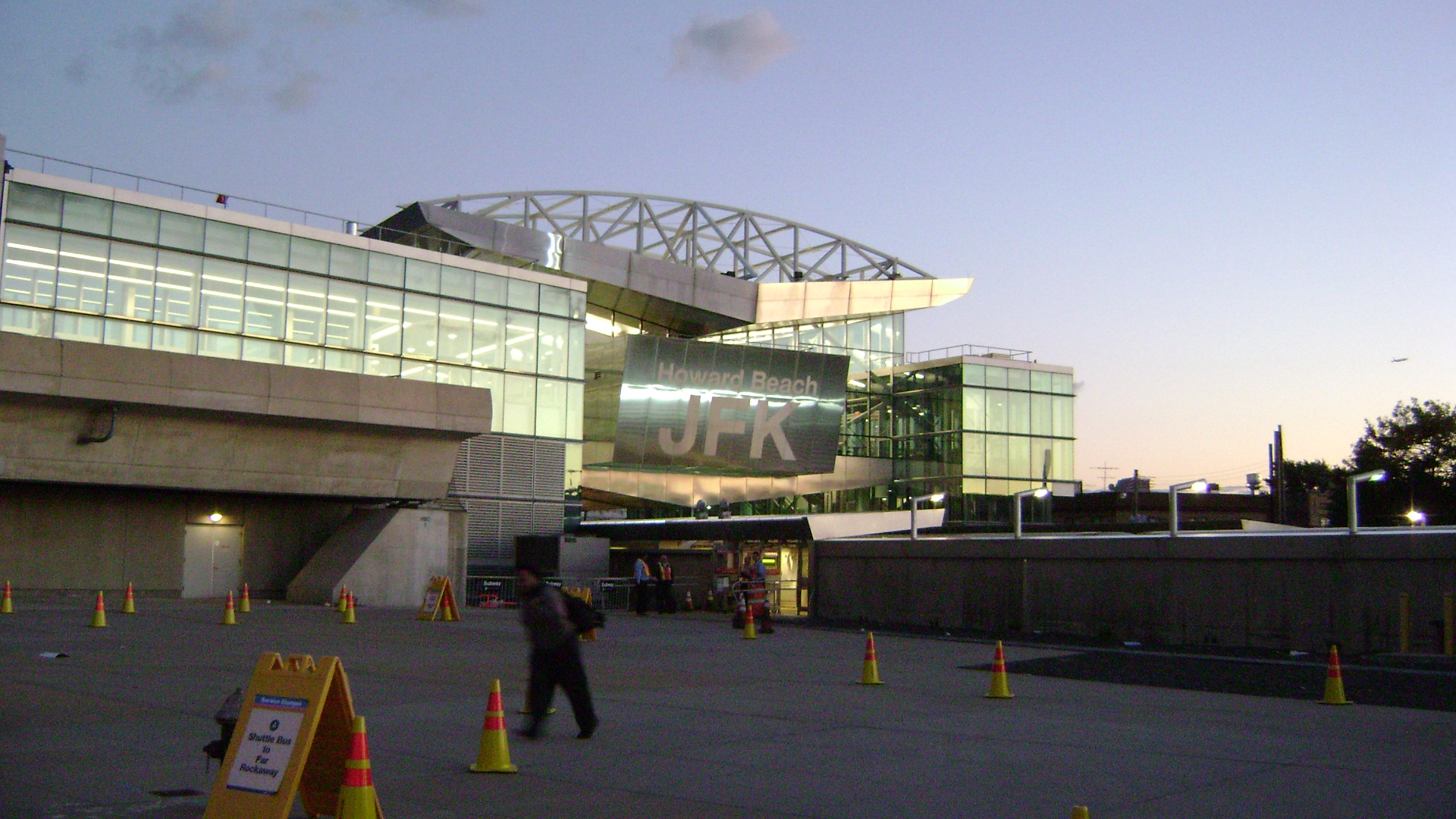
Station Howard Beach-JFK Airport
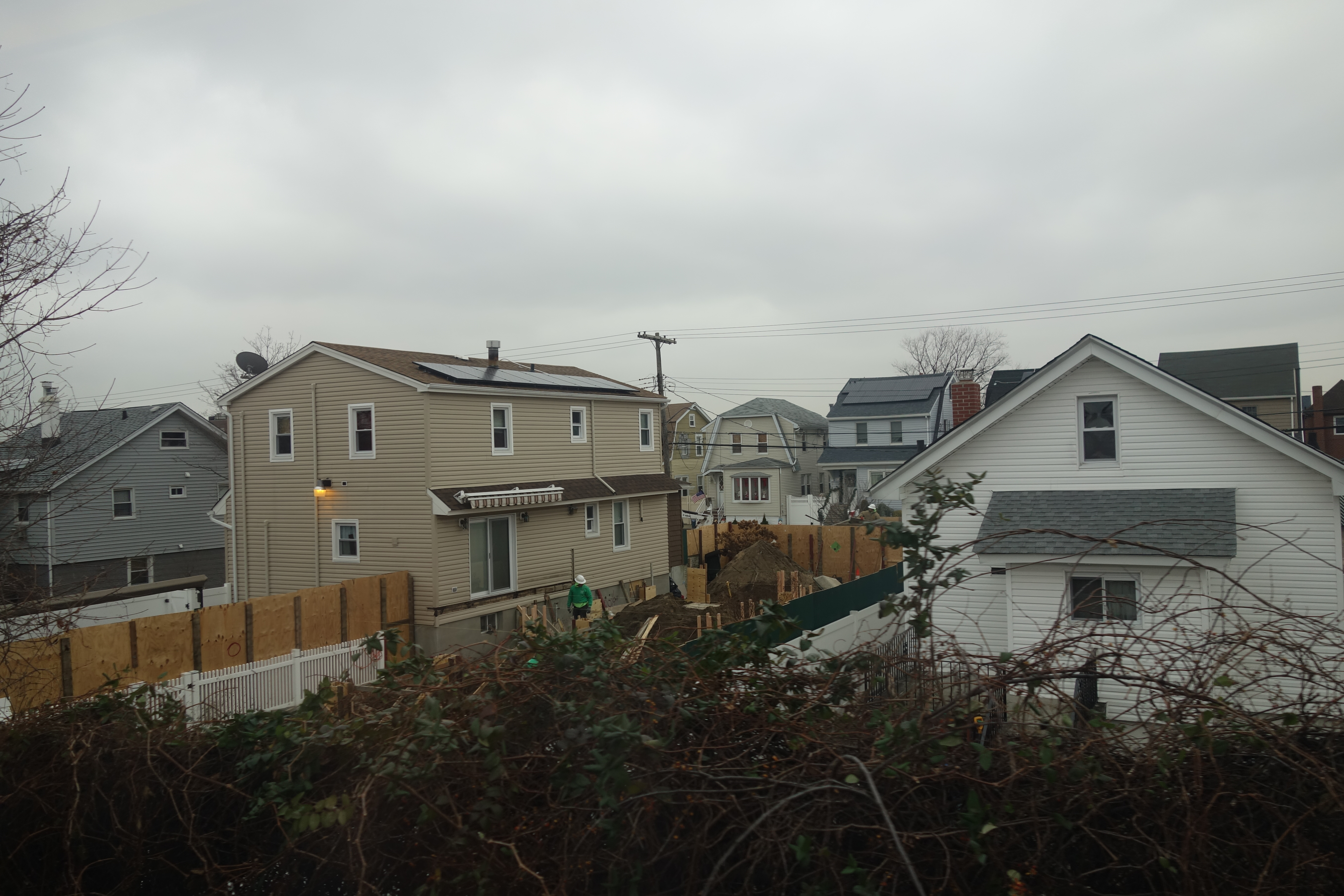
Howard Beach vanaf de Rockaway Line

Astoria · Elmhurst · Flushing · Forest Hills · Howard Beach · Jackson Heights · Jamaica · Long Island City (Dutch Kills) · Rockaway